# Тендюрек
Тендюрек (вірм. Թոնդրակ — Тондрак) — щитовий стратовулкан в 50 км на південний захід від  Великого Арарату на кордоні ілів  Агри і  Ван. Висота 3533 м. На щиті три вершинних кратери: Тендюрек, Цехенієм Тепе і Гулізар Тепе. Останнє виверження було в 1855 р.
На східній вершині є кратерне озеро діаметром 500 м. На схилах вулкана — побічні кратери, з яких в історичний час відбувалися виверження базальтових лав. Одне з скельних утворень, за словами турецького льотчика Ільхама Дурупінара, що пролітав над цією місцевістю в 1957 р., нагадує Ноїв ковчег.
Історично район гори Тендюрек відомий як район зародження антицерковного руху тондракійців.
Зі східного боку знаходиться перевал Тендюрек (2644 м), через нього проходить траса D 975 Ігдир — Хаккярі (місто).

## Ресурси Інтернету
- Бінгель-Аладагський масив

1. 1 2  GEOnet Names Server — 2018.